# Bitche de 1940 à 1944
 (novembre 2024).
Cet article est une version détaillée de la section Retour à Bitche et vie sous l'occupant nazi de l'article Histoire de Bitche.

## Le retour à Bitche et la vie sous l'occupant nazi
Pour un article plus général, voir Histoire de Bitche.
 (octobre 2023).
Si vous êtes l’auteur de ce texte, vous êtes invité à donner votre avis ici. À moins qu’il soit démontré que l’auteur de la page autorise la reproduction et que ce contenu soit compatible avec les principes fondateurs de Wikipédia, cette page sera supprimée ou purgée au bout d’une semaine maximum. En attendant le retrait de cet avertissement, veuillez ne pas réutiliser ce texte.
Peu de temps après l'arrivée des Allemands en Charente durant l'été 1940, il est signifié à la population réfugiée de Bitche qu'il leur est permis de regagner leur ville.
Au début du mois de septembre 1940, un convoi ferroviaire est alors organisé pour ramener tous les Bitchois chez eux. Ce train passe par la vallée du Rhône, par Lyon et Dijon et, non loin de Belfort, le convoi des réfugiés reçoit la visite d'autorités allemandes munies de listes. Les Allemands effectuent un tri des passagers, refoulant vers l'intérieur de la France les personnes et les familles connues à Bitche pour être trop françaises, pour avoir des activités ou des postes trop patriotiques, voire une activité politique condamnée par le Reich. Après le refoulement de quelques personnes indésirables pour les Allemands, le convoi poursuit sa route jusqu'aux environs de Phalsbourg, où les Bitchois débarquent pour loger quelques jours chez les habitants avant de pouvoir regagner leur région.
Exactement un an après leur départ, les réfugiés peuvent réintégrer la ville où l'occupant nazi les attendent de pied ferme. Un certain désenchantement gagne rapidement les Bitchois qui constatent que de nombreuses maisons ont été dévastées. En effet, dès les départs de la population au début de la Drôle de guerre, des troupes françaises se sont installées dans les environs. Des meubles, des lits et des matelas sont éparpillés dans les forêts aux alentours de Bitche ainsi que dans les ouvrages de la Ligne Maginot. Autre constatation : bien souvent, les caves sont vides et les habitations quelquefois privées de leurs meubles puisque l'armée française a utilisé ce mobilier pour s'installer plus confortablement sous les tentes. La colline du Hochlopf regorge tout particulièrement de mobilier et même de machines à coudre dont les soldats français se sont servis pour confectionner ou réparer leurs habits.

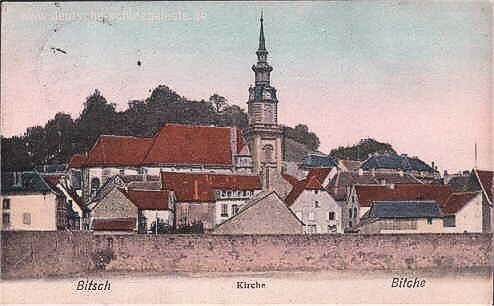
Panorama avec l'église protestante

L'accueil des réfugiés dans leur ville se fait donc dans une ambiance totalement « nazifiée ». Dès le 7 août 1940, le Gauleiter Burckel a été nommé Chef de l'administration civile allemande (en allemand : Chef der Zivilverwaltung) en Lorraine, et c'est son organisation qui « accueille » les rapatriés. La ville possède maintenant un Stadtkommissar, équivalent du maire, appelé Isemann et originaire de Pirmasens, secondé par un Premier Secrétaire du nom de Irmschler, et Orstgruppenleiter et d'une gendarmerie nazie sous les ordres d'un certain Franck. Toute cette organisation allemande est prête à mettre les habitants au pas.
Un climat de peur et de méfiance règne rapidement au sein de la population. On apprend à tenir sa langue et à se méfier de tout le monde, surtout des étrangers. Les menaces nazies sont très nettes : convocations à la Gestapo, expulsions et déportations. Au début de l'année scolaire, en octobre 1940, les écoliers ont la surprise de voir les portraits de Hitler, Göring et de Goebbels accrochés aux murs de leurs classes. Des enfants allemands - ceux des fonctionnaires installés à Bitche - fréquentent ces mêmes classes. Quant au Collège Saint-Augustin, il est occupé dès 1940 par la Deutsche Arbeitsfront. Pour essayer de stimuler et d'encourager la nazification des Bitchois, les autorités nazies créent un NSV en ville, mais elles se rendent rapidement compte du peu d'enthousiasme et de la mauvaise volonté de la population.
Dès le 25 septembre 1940, le Gauleiter Bürckel reçoit l'ordre de Hitler de germaniser la Moselle dans un délai de dix ans. Certains élèves bitchois arrachent souvent les portraits du Führer, à la grande indignation de leurs camarades allemands qui fréquentent les classes. Autre mesure obligatoire, il est dorénavant interdit de parler et d'écrire en français. Quelquefois, les tableaux nazis sont ornés de petits drapeaux tricolores arrachés rapidement par les maîtres français transformés en instituteurs allemands et terrorisés par les conséquences que de tels actes peuvent avoir. De nombreuses familles bitchoises se mettent également à écouter la BBC.
Dès le mois d'octobre 1940, le Stadtkomissar Isemann nomme un Schulleiter (maître d'école) bitchois malgré les réticences de ce dernier. De plus, les maîtres doivent lire quotidiennement en classe le Wehrmachtsbericht, les communiqués de la Wehrmacht. Le salut hitlérien est obligatoire, mais il n'est en fait appliqué qu'en présence des Nazis. Dès le mois de novembre 1940, la famille du docteur Ohlmann est expulsée de Bitche comme indésirable. Les Allemands menacent plusieurs enseignants français d'expulsion et de déplacement d'office s'ils persistent à parler français entre eux.

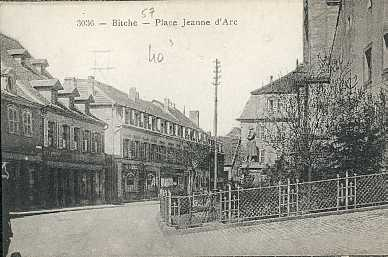
La place Jeanne d'Arc et l'église catholique.

Un antagonisme règne en permanence entre les élèves bitchois et les écoliers des fonctionnaires nazis, et il n'est pas rare que des disputes éclatent à propos du port du béret basque ou de la croix de Lorraine. Les enseignants doivent à maintes reprises user de toute leur diplomatie pour minimiser ces incidents. Il y a naturellement des éléments allemands au sein de ce corps enseignant bitchois, ce qui incite ce dernier à prendre garde à toute parole ou à tout comportement sujets à critique. Au fur et à mesure de cette nazification, les allemands doivent admettre que les Bitchois sont des gens entêtés. Ceci n'empêche pas le procès de germanisation de progresser puisque le département de la Moselle est officiellement réuni, le 30 novembre 1940, à la Sarre et au Palatinat pour former la nouvelle province du Westmark.
Malgré la création de cellules et de blocs nazis en ville afin de mieux superviser les Bitchois peu enthousiastes, des tracts anti-nazis se mettent à circuler en ville en 1941. Ceci déclenche la colère des Allemands dont la réaction est une fouille systématique et infructueuse des maisons par la gendarmerie nazie. La ville a été divisée en Blocks avec un Blockleiter qui relève d'un chef de cellule (Zellenleiter) chargé d'informer le maire et la Gestapo. Les jeunes filles doivent adhérer au Bund Deutscher Mädel (BDM), une association allemande de jeunes filles, tandis que les garçons doivent passer à la Hitler Jugend (Jeunesses hitlériennes), avant d'être incorporés au Arbeitsdienst (service obligatoire du travail) puis à la Wehrmacht.
Une nouvelle mesure de répression a lieu à Bitche par l'expulsion des Frères Capucins de la ville en juin 1941. Les Nazis réquisitionnent le couvent et veulent même transformer la chapelle en salle de gymnastique, ce dernier projet ayant été abandonné. Des magasins - comme le magasin Kremer par exemple - sont fermés pour attitude anti-nazie et le café Steffen, devenu le lieu de rassemblement clandestin des habitants hostiles au régime, est fermé à son tour en 1941.
Un autre symbole de la nazification est l'affectation de tous les instituteurs de la région à la destruction des doryphores durant les vacances scolaires de 1941. Installée à l'Hôtel de Metz, la Gestapo se charge des fouilles, des enquêtes et des interrogatoires.
Dès cette année 1941, Bitche s'est mise à regorger de monde. De nombreuses troupes allemandes de passage s'y regroupent et y sont équipées avant d'être envoyées sur d'autres fronts, notamment à l'Afrika Korps. Ainsi, des familles allemandes arrivent de tout le Reich pour visiter soit un mari, soit un fils avant son départ pour le front. La pénurie des chambres d'hôtel incite les Bitchois à louer des chambres pour ces familles, lors de leur court séjour en ville.
Le cosmopolitisme des troupes nazies est tel que les Bitchois ont la surprise de voir des Indiens revêtus de turbans et d'uniformes allemand loger dans la cité, de même que des soldats mongols aux yeux bridés qui séjournent quelques semaines dans les casernes bitchoises.
Le Collège de Bitche, entre-temps, a été transformé en hôpital militaire (Reservelazarett). Dès 1940, le Camp de Bitche abrite déjà de nombreux prisonniers français, mais les années suivantes, ces derniers cèdent leur place à des prisonniers russes, mais aussi serbes, grecs et d'autres nationalités. La Citadelle n'abrite que des prisonniers allemands, principalement des criminels, des déserteurs, des réfractaires au service militaire et des éléments anti-nazis. Tous ces prisonniers travaillent soit en ville, soit dans les fortifications, soit dans la région sous la garde de sentinelles nazies.
Une intense activité règne alors à Bitche puisque des firmes lorraines et allemandes se chargent de tous les grands travaux. Le problème du chômage est totalement exclu puisqu'un bureau du travail (Arbeitsamt) se charge de trouver un travail à tous ceux qui n'en trouvent pas. Une autre décision nazie soumet les Bitchois à une forme de chantage : chaque habitant doit signer une sorte de déclaration attestant être un " habitant du Reich ", sous peine d'expulsion ou de poursuites en cas de refus.
Une section de la Hitlerjugend est également créée à Bitche, où réside d'ailleurs le Kreisleiter nazi du Kreis-Saargemund. Dès l'année 1943, les autorités nazies font pression sur tous les fonctionnaires bitchois pour les inciter à adhérer à la Communauté du Peuple Allemand (Deutsche Volksgemeinschaft ou DVG) un mouvement affilié au parti nazicréé spécialement pour les Mosellans suspects de ne pas être des nazis sincères. Des formulaires d'adhésion sont envoyés à chacun d'entre eux et tout refus de signer donne lieu à des menaces. C'est grâce à cette méthode de chantage permanent et raffiné que la ville de Bitche compte exactement 216 membres du DVG. D'ailleurs, la BBC a conseillé aux habitants des zones occupées de signer en pareille situation, soulignant que cette signature serait comme nulle.
Les Allemands ont fait savoir que tout fonctionnaire bitchois récalcitrant à opposer sa signature s'expose à un déplacement d'office. L'année 1942 est lourde en conséquences pour les Bitchois. Tout d'abord le 26 mai 1942, Pierre Laval déclare au cours d'un entretien renoncer à l'Alsace-Lorraine au nom de la collaboration, et ensuite le 29 août 1942, le Gauleiter Josef Bürckel fait un discours à Metz, dans lequel il proclame l'épuration politique totale et l'institution du service militaire obligatoire. Le sort de la ville et de la région semble désormais lié à celui du Troisième Reich.
Le 17 octobre 1942, les premiers Bitchois des classes 1922-1923 et 1924 sont incorporés dans l'armée allemande, suivis dès le 5 janvier 1943 par l'incorporation des hommes des classes 1920 et 1921. L'année 1943 est celle où l'étau nazi se resserre le plus en Moselle et à Bitche : la nouvelle du débarquement des Alliés en Normandie, le 6 juin 1944, redonne un véritable essor aux auditeurs clandestins de la BBC à Bitche.

## La vie à Bitche à l'automne 1944
En été 1944, les Bitchois suivent avec attention l'avance foudroyante de la IIIe Armée américaine sous les ordres de Patton. Les rumeurs les plus fantasques et quelquefois contradictoires se mettent à circuler en ville : Metz et Saint-Avold sont aux mains des Américains, la Libération de Bitche n'est donc plus qu'une affaire de quelques semaines.
L'espoir des Bitchois paraît se concrétiser lorsque la population assiste - non sans une satisfaction qu'il faut évidemment bien cacher - au départ précipité de l'occupant nazi. Le nouveau Stadtkommissar Herrhammer a fait réquisitionner des camions et quitte Bitche en tête du convoi. La fuite des autorités nazies, le 1er septembre 1944, et les nouvelles de la progression victorieuse des Américains incitent un petit groupe de FFI bitchois à prendre contact avec des FFI de Sarreguemines pour discuter d'une intervention éventuelle. Mais ces résistants bitchois ne disposent que d'un seul fusil-mitrailleur et de quelques fusils. Ils demandent ainsi un parachutage d'armes près d'Althorn où ils connaissent un groupe de maquisards. Ce parachutage n'a jamais eu lieu pour des raisons ignorées jusqu'à nos jours.
Mais des évènements vont bientôt calmer les espoirs de libération de Bitche. C'est tout d'abord le ralentissement de la progression américaine, puis le retour des autorités nazies à Bitche le 3 septembre 1944.
Un dénommé Jabert, ressortissant allemand venant d'Enchenberg, revient à Bitche, où il prend les fonctions de Stadtkommissar. Il s'emploie tout d'abord à faire creuser des tranchées anti-chars (Schantzarbeiten) à tous les hommes valides de la ville pour arrêter les chars alliés. Aussi, dès le 3 septembre 1944, une voiture du NSKK de Sarreguemines munie d'un haut-parleur parcourt les rues de Bitche pour ordonner à tous les hommes de se rassembler le lundi 4 septembre 1944, place de la Chapelle, munis d'une pelle ou d'une pioche, d'une couverture et d'une ration de vivres d'une journée. L'émoi est grand au sein de la population.
Le lendemain, de nombreux Bitchois se découvrent toutes sortes de maladies pour échapper à cette réquisition humaine. Certains vont jusqu'à se donner une piqûre de pétrole afin de se créer un abcès ou à fumer des cigarettes imbibées d'huile pour pouvoir se déclarer inaptes au travail.
Ainsi, la première convocation allemande pour le 4 septembre 1944 à 8 heures du matin reste sans appel puisque seuls quelques individus se présentent à l'appel. La réponse du Stadtkommissar Jaberg à cet affront est d'ordonner à la gendarmerie nazie de prévenir chaque Bitchois individuellement à domicile le mercredi 6 septembre 1944. Comme sa requête reste toujours sans effet, il emploie les grands moyens et, le vendredi 8 septembre 1944, un autocar rempli de membres de la SA apparaît à Bitche. Par groupe de deux, ces soldats parcourent la ville, munis de listes, pour rechercher les réfractaires au travail. De nombreux Bitchois préfèrent s'évanouir dans la nature, mais quelques-uns sont pourtant pris et emmenés à Puttelange où ont lieu ces travaux de Schantzen. Cette recherche de réfractaires se poursuit les jours suivants et les Nazis ont ainsi leurs travailleurs pour creuser les tranchées. Quant à la population, elle ne pense en fait qu'à une seule chose : l'arrivée des Américains.
L'électricité est souvent coupée à Bitche dès le milieu du mois d'octobre 1944. L'inconvénient majeur de cette mesure est que les habitants sont ainsi dans l'incapacité d'écouter la BBC. Certains bricoleurs réussissent néanmoins à capter la voix des Alliés grâce à des accus et les nouvelles sont aussitôt colportées de bouche à oreille. À la fin du mois de novembre 1944, les Bitchois entendent des rumeurs qui laissent supposer que les Américains occupent à présent Wimmenau, Ingwiller et Bouxwiller.
Lorsqu'une multitude d'agents de la Gestapo, du SD, de gendarmes et de douaniers se met à traverser la ville en direction de l'Allemagne, la population n'a plus de doutes. Les fuyards s'emparent de toutes les voitures automobiles de même que des vaches et des chevaux.

## Sources
- Le Pays de Bitche, Didier Hemmert, 1990.
- Bitche et son pays, André Schutz, 1992.
- Les grelots du vent, images et mirages du Pays de Bitche, abbé Bernard Robin, 1984.
- Un sablier de brumes, abbé Bernard Robin, 1989.
- Manteaux de grès et dentelles de sapin, abbé Bernard Robin, 1992.
- Bitche et son canton, des origines à 1945, Francis Rittgen, 1988.